# Први шумадијски корпус ЈВуО
Први шумадијски корпус (Горски штаб 56) био је корпус Југословенске војске у Отаџбини који је обухватао срезове гружански, крагујевачки и левачки током Другог свјетског рата. Командант корпуса био је капетан Марко Музикравић. Бројно стање корпуса било је око 1.500 бораца, 1943. године.

## Састав корпуса
- Комадант: капетан Марко Музикравић

### Бригаде

#### Прва гружанска
Командант: поручник Душан Ђорић (погинуо у Бици на Јеловој Гори), потом п.пор. Живота Јанковић
- 1. батаљон: ком. наредник Миодраг Басарић (погинуо 1943), затим наредник Радоња Теофиловић, па наредник Ћиро Ћировић и п. пор. Света Миловановић
- 2. батањон: ком. солунски наредник Богић Јеремић (погинуо 1942. од љотићеваца), затим солунски наредник Живота Јанковић
- 3. батаљон: ком. поручник Ранко Ранковић, заменик ком. наредник Јездимир Тодоровић
- 4. батаљон: ком. поручник Никола Петровић (емигрирао у САД), заменик ком. наредник Велисав Стефановић, ком. Штабне чете наредник Славомир Ћировић

#### Друга гружанска
Начелник штаба: п. пор. Милан Трбојевић (заробљен од Гестапоа 1942, стрељан марта 1943. на Бањици)
Шеф пропагандног одсека: свештеник Богољуб Николић
- 1. батаљон: заступник ком. капетан Љубомир Јанковић, затим ком. наредник Милутин Јовановић,
- 2. батаљон: ком. Саватије Саво Милошевић из Крагујевца (стрељан од Немаца 1943), затим поручник Света Миловановић и п.пор. Радоња Теофиловић
- 3. батаљон: ком. наредник Тадија Смиљанић, затим поручник Благоје Игњатовић из с. Забојница и капетан Бошко Гавриловић
- 4. батаљон: ком. поручник Момчило Миливојевић (стрељан од Немаца на Видовдан 1943. у Крагујевцу), затим п.пор. Божа Лажетић и п.пор. Милутин Јовановић

#### Прва летећа
Командант: поручник Петроније Бајић, а једно време поручник Никола Петковић

#### Левачка
Војни командант Левачког среза: капетан Живојин Вина Жунић (робијао, умро око 1994)
Командант: поручник Петар Лазаревић

#### Друга летећа
Командант: поручник Хранислав Павловић
Бројно стање: око 1.500 бораца
Напомена: Формација 1. шумадијског корпуса према радиограму тадашњег команданта, мајора Душана Смиљанића, Дражи, од 25. децембра 1942, била је:
- 1. гружанска бригада: командант поручник Марко Музикравић,
- 2. гружанска бригада: пор. Новак Јанићијевић,
- 1. крагујевачка бригада: п.пор. Живорад Павловић,
- 2. крагујевачка бригада: пор. Чеда Јовановић,
- 3. крагујевачка бригада: капетан Александар Блазнавац,
- Лепеничка бригада: капетан Александар Милошевић,
- Левачка бригада: капетан Бранимир Цветковић,
- Команданти срезова тада су били:
- Гружа: Драгутин Драгојловић,
- Крагујевац: капетан Душан Јевтић,
- Лепенички: капетан Никола Кордић,
- Левачки: п.пор. Животије Жунић.